# Ondo West
Ondo West es una localidad del estado de Ondo, en Nigeria, con una población estimada en marzo de 2016 de 389 900 habitantes.
Se encuentra ubicada al suroeste del país, cerca de la ciudad de Lagos y de la costa del golfo de Guinea.